# Madrid Open 2014 - Qualificazioni singolare maschile
Le qualificazioni del singolare maschile del Madrid Open 2014 sono state un torneo di tennis preliminare per accedere alla fase finale della manifestazione. I vincitori dell'ultimo turno sono entrati di diritto nel tabellone principale. In caso di ritiro di uno o più giocatori aventi diritto a questi sono subentrati i lucky loser, ossia i giocatori che hanno perso nell'ultimo turno ma che avevano una classifica più alta rispetto agli altri partecipanti che avevano comunque perso nel turno finale.

## Giocatori

### Teste di serie
1. Santiago Giraldo (qualificato)
2. Julien Benneteau (primo turno)
3. Tejmuraz Gabašvili (qualificato)
4. Igor Sijsling (qualificato)
5. Andrej Golubev (qualificato)
6. Benjamin Becker (qualificato)
7. Marinko Matosevic (ultimo turno Lucky loser)

1. Dominic Thiem (qualificato)
2. Alejandro Falla (primo turno)
3. Oleksandr Nedovjesov (primo turno)
4. Łukasz Kubot (ultimo turno, Lucky loser)
5. Bernard Tomić (ultimo turno)
6. Alejandro González (ultimo turno)
7. Paul-Henri Mathieu (qualificato)

### Qualificati
1. Santiago Giraldo
2. Paul-Henri Mathieu
3. Tejmuraz Gabašvili
4. Igor Sijsling

1. Andrej Golubev
2. Benjamin Becker
3. Dominic Thiem

#### Lucky loser
1. Marinko Matosevic

1. Łukasz Kubot

## Tabellone qualificazioni

### Sezione 1
|  | Primo turno | Primo turno          | Primo turno      | Primo turno | Primo turno |  |  | Ultimo turno | Ultimo turno     | Ultimo turno | Ultimo turno | Ultimo turno |  |
|  |             |                      |                  |             |             |  |  |              |                  |              |              |              |  |
|  | 1           | Santiago Giraldo     | Santiago Giraldo | 6           | 6           |  |  |              |                  |              |              |              |  |
|  |             | Evgenij Donskoj      | Evgenij Donskoj  | 3           | 2           |  |  | 1            | Santiago Giraldo | 4            | 6            | 6            |  |
|  |             | Tobias Kamke         | 6                | 4           |             |  |  |              | Tobias Kamke     | 6            | 1            | 2            |  |
|  | 10          | Oleksandr Nedovjesov | 4                | 0           | r           |  |  |              |                  |              |              |              |  |

### Sezione 2
|  | Primo turno | Primo turno             | Primo turno             | Primo turno | Primo turno |  |  | Ultimo turno | Ultimo turno       | Ultimo turno       | Ultimo turno | Ultimo turno |  |
|  |             |                         |                         |             |             |  |  |              |                    |                    |              |              |  |
|  | 2           | Julien Benneteau        | Julien Benneteau        | 3           | 4           |  |  |              |                    |                    |              |              |  |
|  |             | Ryan Harrison           | Ryan Harrison           | 6           | 6           |  |  |              | Ryan Harrison      | Ryan Harrison      | 2            | 4            |  |
|  | WC          | Daniel Muñoz de la Nava | Daniel Muñoz de la Nava | 5           | 3           |  |  | 14           | Paul-Henri Mathieu | Paul-Henri Mathieu | 6            | 6            |  |
|  | 14          | Paul-Henri Mathieu      | Paul-Henri Mathieu      | 7           | 6           |  |  |              |                    |                    |              |              |  |

### Sezione 3
|  | Primo turno | Primo turno        | Primo turno        | Primo turno | Primo turno |  |  | Ultimo turno | Ultimo turno       | Ultimo turno       | Ultimo turno | Ultimo turno |  |
|  |             |                    |                    |             |             |  |  |              |                    |                    |              |              |  |
|  | 3           | Tejmuraz Gabašvili | Tejmuraz Gabašvili | 6           | 6           |  |  |              |                    |                    |              |              |  |
|  | WC          | Lucas Pouille      | Lucas Pouille      | 2           | 4           |  |  | 3            | Tejmuraz Gabašvili | Tejmuraz Gabašvili | 6            | 6            |  |
|  |             | Pere Riba          | Pere Riba          | 1           | 65          |  |  | 11           | Łukasz Kubot       | Łukasz Kubot       | 3            | 3            |  |
|  | 11          | Łukasz Kubot       | Łukasz Kubot       | 6           | 7           |  |  |              |                    |                    |              |              |  |

### Sezione 4
|  | Primo turno | Primo turno      | Primo turno      | Primo turno | Primo turno |  |  | Ultimo turno | Ultimo turno    | Ultimo turno | Ultimo turno | Ultimo turno |  |
|  |             |                  |                  |             |             |  |  |              |                 |              |              |              |  |
|  | 4           | Igor Sijsling    | Igor Sijsling    | 6           | 6           |  |  |              |                 |              |              |              |  |
|  |             | Adrian Mannarino | Adrian Mannarino | 1           | 1           |  |  | 4            | Igor Sijsling   | 6            | 3            | 6            |  |
|  |             | Thomaz Bellucci  | 6                | 1           | 6           |  |  |              | Thomaz Bellucci | 2            | 6            | 3            |  |
|  | 9           | Alejandro Falla  | 3                | 6           | 3           |  |  |              |                 |              |              |              |  |

### Sezione 5
|  | Primo turno | Primo turno             | Primo turno             | Primo turno | Primo turno |  |  | Ultimo turno | Ultimo turno       | Ultimo turno | Ultimo turno | Ultimo turno |  |
|  |             |                         |                         |             |             |  |  |              |                    |              |              |              |  |
|  | 5           | Andrej Golubev          | Andrej Golubev          | 6           | 6           |  |  |              |                    |              |              |              |  |
|  | WC          | Roberto Carballés Baena | Roberto Carballés Baena | 4           | 4           |  |  | 5            | Andrej Golubev     | 6            | 2            | 6            |  |
|  | WC          | Iñigo Cervantes         | Iñigo Cervantes         | 4           | 2           |  |  | 13           | Alejandro González | 4            | 6            | 3            |  |
|  | 13          | Alejandro González      | Alejandro González      | 6           | 6           |  |  |              |                    |              |              |              |  |

### Sezione 6
|  | Primo turno | Primo turno     | Primo turno     | Primo turno | Primo turno |  |  | Ultimo turno | Ultimo turno    | Ultimo turno | Ultimo turno | Ultimo turno |  |
|  |             |                 |                 |             |             |  |  |              |                 |              |              |              |  |
|  | 6           | Benjamin Becker | Benjamin Becker | 7           | 6           |  |  |              |                 |              |              |              |  |
|  |             | Michael Berrer  | Michael Berrer  | 5           | 3           |  |  | 6            | Benjamin Becker | 3            | 7            | 6            |  |
|  | Alt         | Michaël Llodra  | Michaël Llodra  | 4           | 4           |  |  | 12           | Bernard Tomić   | 6            | 64           | 4            |  |
|  | 12          | Bernard Tomić   | Bernard Tomić   | 6           | 6           |  |  |              |                 |              |              |              |  |

### Sezione 7
|  | Primo turno | Primo turno         | Primo turno | Primo turno | Primo turno |  |  | Ultimo turno | Ultimo turno      | Ultimo turno      | Ultimo turno | Ultimo turno |  |
|  |             |                     |             |             |             |  |  |              |                   |                   |              |              |  |
|  | 7           | Marinko Matosevic   | 6           | 6(1)        | 6           |  |  |              |                   |                   |              |              |  |
|  |             | Serhij Stachovs'kyj | 4           | 7           | 1           |  |  | 7            | Marinko Matosevic | Marinko Matosevic | 4            | 4            |  |
|  |             | Leonardo Mayer      | 7           | 2           | 4           |  |  | 8            | Dominic Thiem     | Dominic Thiem     | 6            | 6            |  |
|  | 8           | Dominic Thiem       | 6           | 6           | 6           |  |  |              |                   |                   |              |              |  |